# Letiště Fajzábád
Letiště Fajzábád (IATA: FBD, ICAO: OAFZ) se nachází asi 5,6 km severozápadně od Fajzábádu, hlavního města provincie Badachšán v Afghánistánu. Jedná se o vnitrostátní letiště spadající pod ministerstvo dopravy a civilního letectví země a slouží obyvatelům provincie Badachšán. Bezpečnost na letišti a v jeho okolí zajišťují afghánské národní bezpečnostní síly.
Letiště Fajzábád, postavené během sovětské okupace, je ve světě poněkud neobvyklé tím, že přistávací dráha je postavena z děrovaných ocelových prken po celé své šířce a délce. Výstavba nové asfaltové dráhy byla dokončena v průběhu léta 2012. Vede paralelně s kovovou ranvejí, která byla zablokována velkými kameny.

## Letecké společnosti a destinace
| Letecké společnosti | Destinace |
| ------------------- | --------- |
| Kam Air             | Kábul     |